# Uvasen
Uvasen är en sjö i Ovanåkers kommun i Hälsingland och ingår i Ljusnans huvudavrinningsområde. Sjön har en area på 0,0698 kvadratkilometer och ligger 108,1 meter över havet.

## Delavrinningsområde
Uvasen ingår i det delavrinningsområde (680242-151592) som SMHI kallar för Utloppet av Kyrktjärn. Medelhöjden är 124 meter över havet och ytan är 6,76 kvadratkilometer. Det finns ett avrinningsområde uppströms, och räknas det in blir den ackumulerade arean 23,77 kvadratkilometer. Vattendraget som avvattnar avrinningsområdet har biflödesordning 3, vilket innebär att vattnet flödar genom totalt 3 vattendrag innan det når havet efter 71 kilometer. Avrinningsområdet består mestadels av skog (51 procent), öppen mark (12 procent) och jordbruk (16 procent). Avrinningsområdet har 0,28 kvadratkilometer vattenytor vilket ger det en sjöprocent på 4,2 procent. Bebyggelsen i området täcker en yta av 0,66 kvadratkilometer eller 10 procent av avrinningsområdet.